# Pataki Lajos
Pataki Lajos, született Stark (Aknasugatag, 1854. november 12. – Budapest, 1907. május 10.) római katolikus tanítóképző-intézeti tanár.

## Élete
Stark Flórián királyi kincstári hivatalnok és Pataky Erzsébet fia. Középiskolai tanulmányait a kegyesrendieknél Máramarosszigeten és a királyi katolikus főgimnáziumban Szatmárt végezte. A teológiai tanfolyamot szintén Szatmárt hallgatta, ahol 1877. júliusban pappá szentelték. Három évig a püspöki hivatalban mint aktuárius működött; 1880. szeptembertől a szatmári királyi katolikus tanítóképzőintézetben tanár és egyidejűleg öt évig székesegyházi hitszónok volt; 1885. szeptembertől a püspöki tanítóképzőben és 1903. szeptembertől ismét a tanítóképzőben alkalmazták tanárnak. Stark családi nevét Patakira változtatta.

## Írásai
Cikkei a Szamosban (1887. 103. sz. A béke ünnepe, 1903. 73. A zeneiskolák hivatása); a Magyar Tanítóképzőben (1896. A szépírás oktatása); az Értesítő a szatmár-ugocsavármegyei tanítóegyesület működéséről c. füzetben (Szatmár, 1897. Az elemi iskolai énekoktatás); a Magyar Államban (1898. 113. sz. Fagyos szentek, májusi fagyok, 137. sz. Magyar lexikonaink, 155. A zsolozsma anticipálásának kérdése, 1899. 155-157. A kath. tanítóképző tanárok országos egyesülete, okt. 19. Van magyar királyhimnuszunk, 274., 275. A Cecil-egyesületek hivatása, 1900. 13., 14. A kath. sajtó felvirágoztatása, 281-284. A zsolozsma-kötelezettség újabb megvilágításban, 1902. 81. A magyar tanuló ifjúság XIII. Leó pápa előtt); a szatmári Heti Szemlében (1898. 34. Szobraink, 1899. Kisérletek és a spiritizmus, 1901. A zeneművészet a kath. egyház gyermeke); a Magyar Földmívelőben (I., II., III. évf. Könyves bácsi oktatásai a nagyvilágmindenségről, népszerű csillagászati cikksorozat).

## Munkái
- Áhítatnak szent magánya. Elmélkedések a műveltebb kath. ifjúság számára. Jeles szerzők nyomán írta. Szatmár, 1899. (Ism. M. Állam 1900. 239. sz.).
- Válasz dr. Lessenyey Ferencz úrnak az egyházi zsolozsmáról közölt «Apologetikus értekezésé»-re, általános érdekű vonatkozásokkal. Uo. 1901.
- Nőkről a nevelőknek. Uo. 1902.
- A térképolvasás methodikája. Uo. 1902.
- Gyakorlati leczkék népiskolai olvasmányok tartalmi tárgyalásához. Elemi és polgári iskolai tanítók és tanítójelöltek használatára. Uo. 1902.

## Zeneművei
- Pásztordal. Karácsonyi dalfüzér, két gyermekszólamra zongorakísérettel (2. bőv. és jav. kiad.)
- Cantate, férfikardal, zongorakísérettel
- Mária dalok két gyermek-szólamra, harmonium kísérettel, két füzet.